# Blonde (film)
Blonde är en fiktiv biografisk film från 2022 och handlar om Marilyn Monroes liv. Filmen bygger på Joyce Carol Oates roman med samma namn från år 2000 och är regisserad av Andrew Dominik. I huvudrollen ses Ana de Armas.
Filmen hade premiär på filmfestivalen i Venedig den 8 september 2022, innan den började sändas på Netflix den 16 september.
Blonde är kontroversiell för sina explicita sexscener och har fått åldersgränsen NC-17, det vill säga barnförbjuden.

## Rollista (urval)
- Ana de Armas – Marilyn Monroe
- Adrien Brody – Arthur Miller
- Bobby Cannavale – Joe DiMaggio
- Julianne Nicholson – Marilyns mor
- Caspar Phillipson – John F. Kennedy

### Webbkällor
- Sahlin, Fredrik (29 september 2022). ”Ett svidande metoo-drama från (mar)drömfabriken”. SVT Nyheter Film. https://www.svt.se/kultur/film/filmrecension-blonde-svt-kulturnyheterna. Läst 30 september 2022.